# Колледж Баруха
Колледж (имени) Баруха, в некоторых источниках Барухский колледж (англ. Baruch College) (официальное название Колледж имени Бернарда М. Баруха; англ. Bernard M. Baruch College) общественный колледж в г. Нью-Йорке, США, в составе системы городского университета Нью-Йорка (CUNY), в районе Роуз-Хилл на Манхэттене. Колледж назван в честь американского финансиста и государственного деятеля Бернарда М. Баруха. В колледже действует бакалавриат, магистратура и докторантура (Ph. D.). В колледже работают Школа бизнеса им. Циклина (англ. Zicklin School of Business) Школа искусств и наук им. Вейсмана (англ. Weissman School of Arts and Sciences) и Школа общественных и международных отношений им. Остина Маркса (англ. Marxe School of Public and International Affairs).

## История

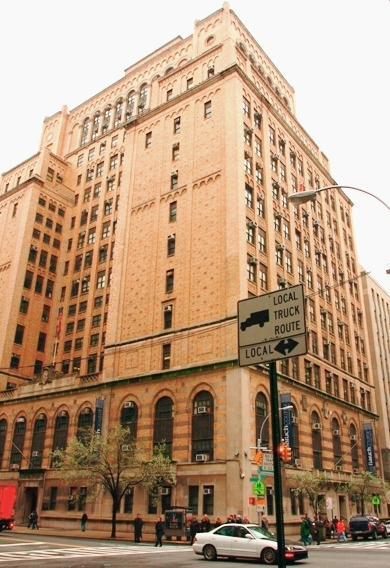
Первоначальное здание колледжа на 23-й улице, которое используется и в настоящее время

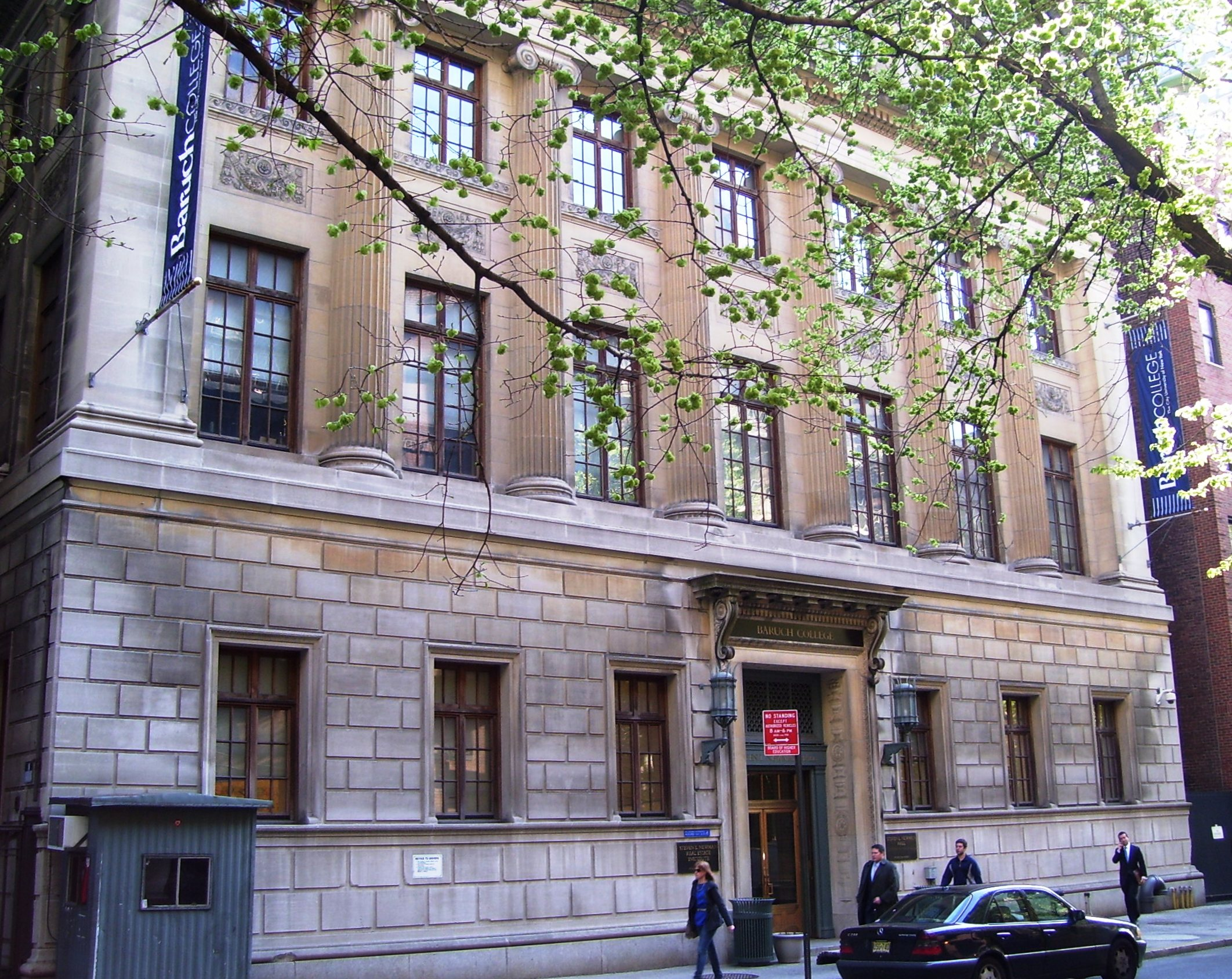
«Стивен Л. Ньюмен Холл», Восточная 22-я улица, дом 137. Изначально — один из первых судов по делам детей в США (1912—1916).

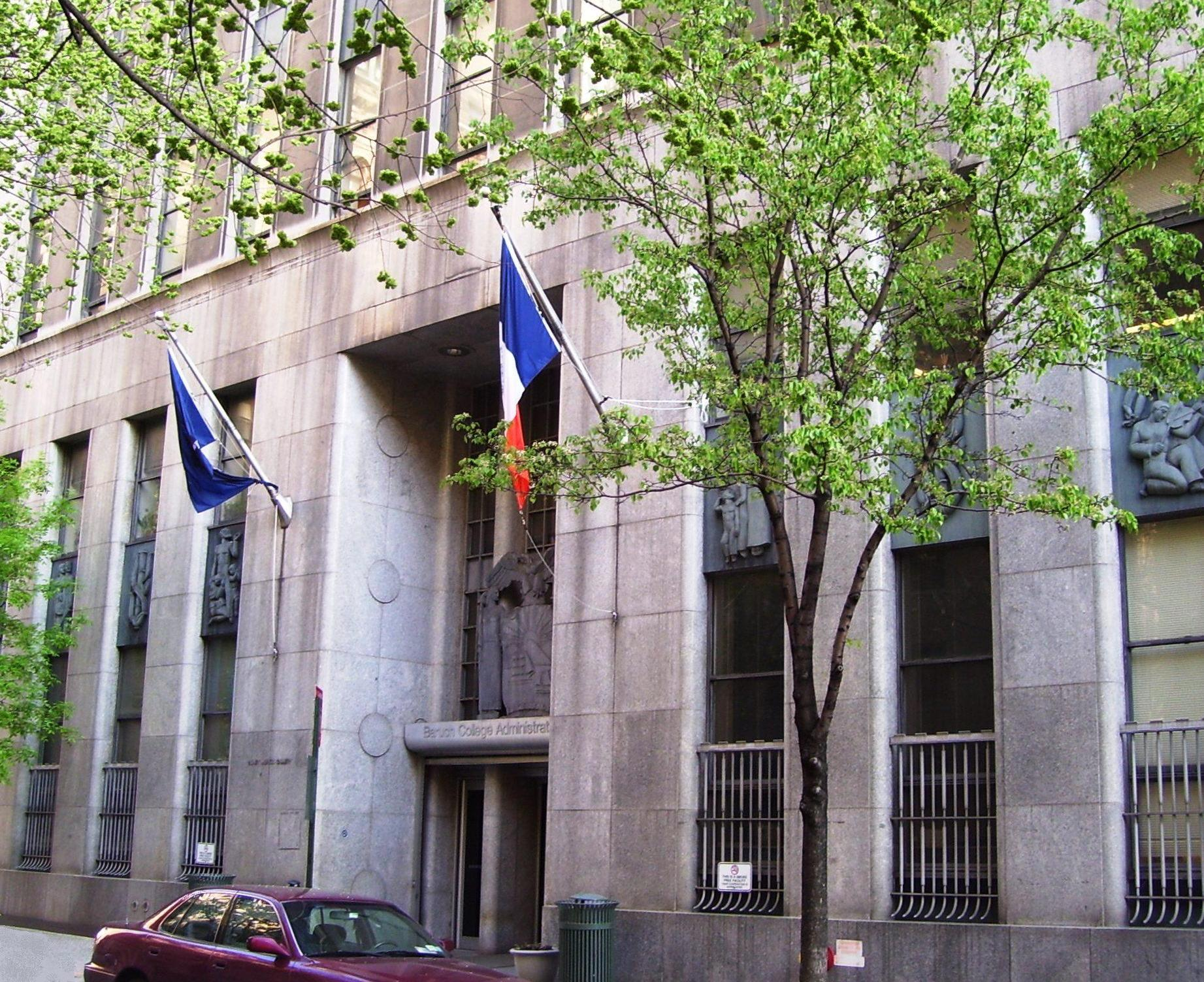
Административный центр в стиле ар-деко по адресу Восточная 22-я улица, дом 135. Построен в 1937—1939 годах для Суда по семейным делам и был соединен с Судом по делам детей, расположенным рядом.

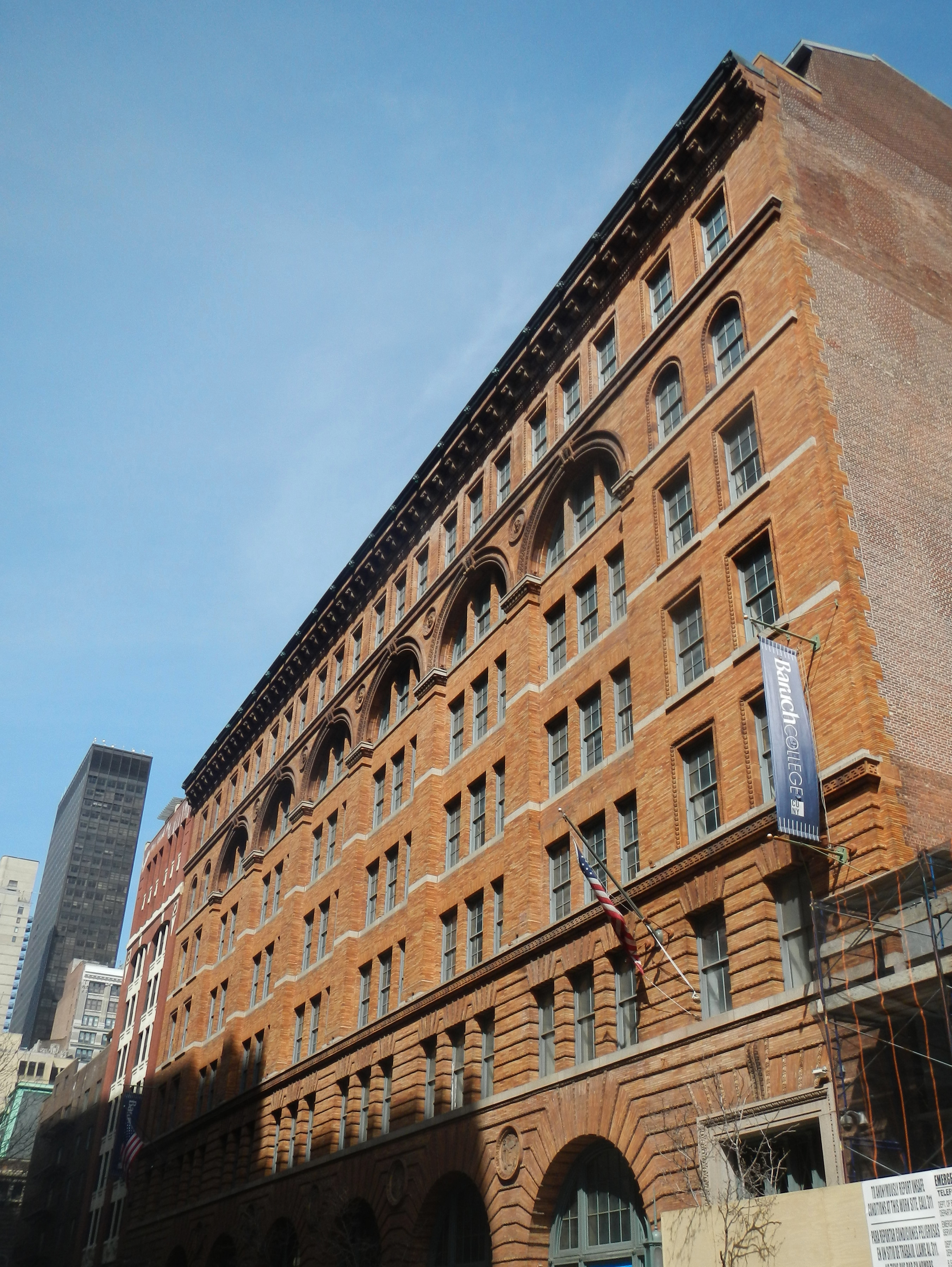
Здание колледжа, Восточная 25-я улица, д. 151

Барух является одним из старейших колледжей в системе CUNY. Он берет свое начало в 1847 году, когда была основана Свободная (бесплатная) академия (англ. Free Academy) — первое учреждение бесплатного государственного высшего образования в США. Литературный фонд штата Нью-Йорк (англ. New York State Literature Fund) был учрежден для поддержки студентов, которые не могли позволить себе поступить в частные колледжи города. Фонд инициировал создание комитета Совета по образованию города Нью-Йорка (англ. Committee of the Board of Education of the City of New York) во главе с Таунсендом Харрисом, Дж. С. Босуортом и Джоном Л. Мейсоном, которые и учредили Свободную академию на Лексингтон-авеню.
Свободная академия была преобразована в Колледж города Нью-Йорка (англ. College of the City of New York), ныне Городской колледж Нью-Йорка (CCNY). В 1919 году будущий колледж Баруха был основан как Городское училище бизнеса и гражданского управления (англ. City College School of Business and Civic Administration). 15 декабря 1928 года был заложен краеугольный камень нового здания, в котором расположился колледж. На момент основания к обучению допускались только мужчины, и он считался самой большой бизнес-школой в Соединенных Штатах.
К 1930-м годам женщины были допущены к обучению в Школе бизнеса (англ. School of Business). Общее количество учащихся в CCNY достигло рекордного уровня в 40 000 студентов (1935), и в Школе бизнеса было зарегистрировано более 1700 студентов только дневной формы обучения. В 1953 году она была переименована в Барухскую школу бизнеса (англ. Baruch School of Business) в честь Бернарда Баруха, который в 1889 году он окончил CCNY и стал выдающимся финансистом и советником двух президентов. В 1961 году Законом штата Нью-Йорк об образовании была создана система Городского университета Нью-Йорка (CUNY). В 1968 году Барухская школа бизнеса была выделена как Колледж Баруха, независимый старший колледж в системе городского университета.
Первым президентом нового колледжа (1969—1970) был экс-министр жилищного строительства и городского развития США Роберт С. Уивер. В 1971 году колледж назначил президентом известного педагога Клайда Уингфилда. На смену ему в 1977 году пришел экономист Джоэл Эдвин Сигалл. Сигалл привлек несколько известных преподавателей в Школу бизнеса и переместил колледж на Лексингтон-авеню. Мэтью Голдстайн был президентом школы с 1991 по 1998 год (с 1999 по 2013 год он был канцлером CUNY). Он отвечал за повышение требований к поступающим и создание Школы связей с общественностью в 1994 году. Бывший главный финансовый инспектор штата Нью-Йорк Эдвард Риган занимал пост президента с 2000 по 2004 год. Во этот период результаты тестов выросли, уровень удержания улучшились результаты тестирования студентов, в колледж пришло много новых педагогов. В 2001 году открылся т. н. Вертикальный кампус (англ. Vertical Campus), и Колледж Барух принял своих первых студентов из колледжа CUNY Honors College, теперь известного как Macaulay Honors College. Также была внедрена единая обязательная учебная программа (англ. core curriculum) для всех студентов.
Колледж Барух получил пожертвования от выпускников на создание Вертикального кампуса, здания на 23-й улице и Комплекса исполнительских искусств (переименованных в честь трех крупнейших доноров). Количество пожертвований выпускников увеличилось в рамках кампании «Baruch Means Business», в которую было вложено 150 миллионов долларов. В августе 2009 года Уолдрон подала в отставку, заняв ставку профессора. Стэн Олтмен, бывший декан Школы связей с общественностью (в 1999—2005), был назначен исполняющим обязанности президента.
22 февраля 2010 года профессор Митчел Валлерстайн, декан школы Максвелла по гражданской ответственности и связям с общественностью в Сиракузском университете, был назначен президентом Колледжа Барух. Он вступил в должность 2 августа 2010 года.
В 2011 году Колледж Барух был местом студенческих протестов против повышения платы за обучение. Эти события привели к нескольким арестам.
Бизнесмен Лэрри Циклин, который в 1997 году пожертвовал Школе бизнеса 18 миллионов долларов, в настоящее время является профессором Школы бизнеса Стерна при Нью-Йоркском университете и преподает курсы по корпоративному управлению и управлению финансовым бизнесом в Стерне. Циклин также является старшим научным сотрудником в школе Уортонской школе бизнеса.

### Президенты Барухского колледжа
|     | Президент                 | Срок                      |
| --- | ------------------------- | ------------------------- |
| 1.  | Роберт Уивер              | 1968-1970                 |
| 2.  | Клайд Уингфилд            | 1971-1976                 |
| 3.  | Джоэл Сегалл              | 1977-1990                 |
| 4.  | Джойс Браун (и. о.)       | 1990-1991                 |
| 5.  | Мэтью Голдстайн           | 1991-1998                 |
| 6.  | Луис С. Кронхольм (и. о.) | 1998-1999                 |
| 7.  | Сидни Лирцман (и. о.)     | 1999-2000                 |
| 8.  | Эдвард Риган              | 2000-2004                 |
| 9.  | Кэтлин Уолдрон            | 2004-2009                 |
| 10. | Стэн Олтмен (и. о.)       | 2009-2010                 |
| 11. | Митчел Валлерстайн        | 2010 — по настоящее время |

## Обучение
Колледж состоит из трех учебных факультетов, Школы бизнеса им. Циклина, Школы искусств и наук им. Вайсмана и Школы связей с общественностью Маркса.
Школа бизнеса Циклина (англ. Zicklin School of Business) присуждает степень бакалавра делового администрирования (BBA) в 19 различных областях, связанных с бизнесом, степень магистра делового администрирования (MBA) в 14 областях, связанных с бизнесом, и степень магистра наук (MS) по 8 программам, связанным с бизнесом.
Школа искусств и наук им. Вейсмана (англ. Weissman School of Arts and Sciences) присуждает степень бакалавра искусств (BA) в более чем 26 областях, связанных с гуманитарными и точными науками, степень магистра искусств (MA) в области корпоративных коммуникаций и консультирования по вопросам психического здоровья и степень магистра наук (MS) в области финансового инжиниринга и производственной организационной психологии.
Школа общественных и международных отношений им. Остина Маркса (англ. Austin W. Marxe School of Public and International Affairs).присуждает степень бакалавра наук (BS) по связям с общественностью, степень магистра государственного управления (MPA) в 5 различных областях, а также степень магистра наук в области образования (MSEd) в области управления высшим образованием.
В колледже также есть несколько докторских программ (Ph.D.), предлагаемых через CUNY Graduate Center. Среди областей: бизнес (со специализацией в области бухучета, финансов, информационных систем, маркетинга или организационного поведения), а также производственная организационная психология.

## Кампус

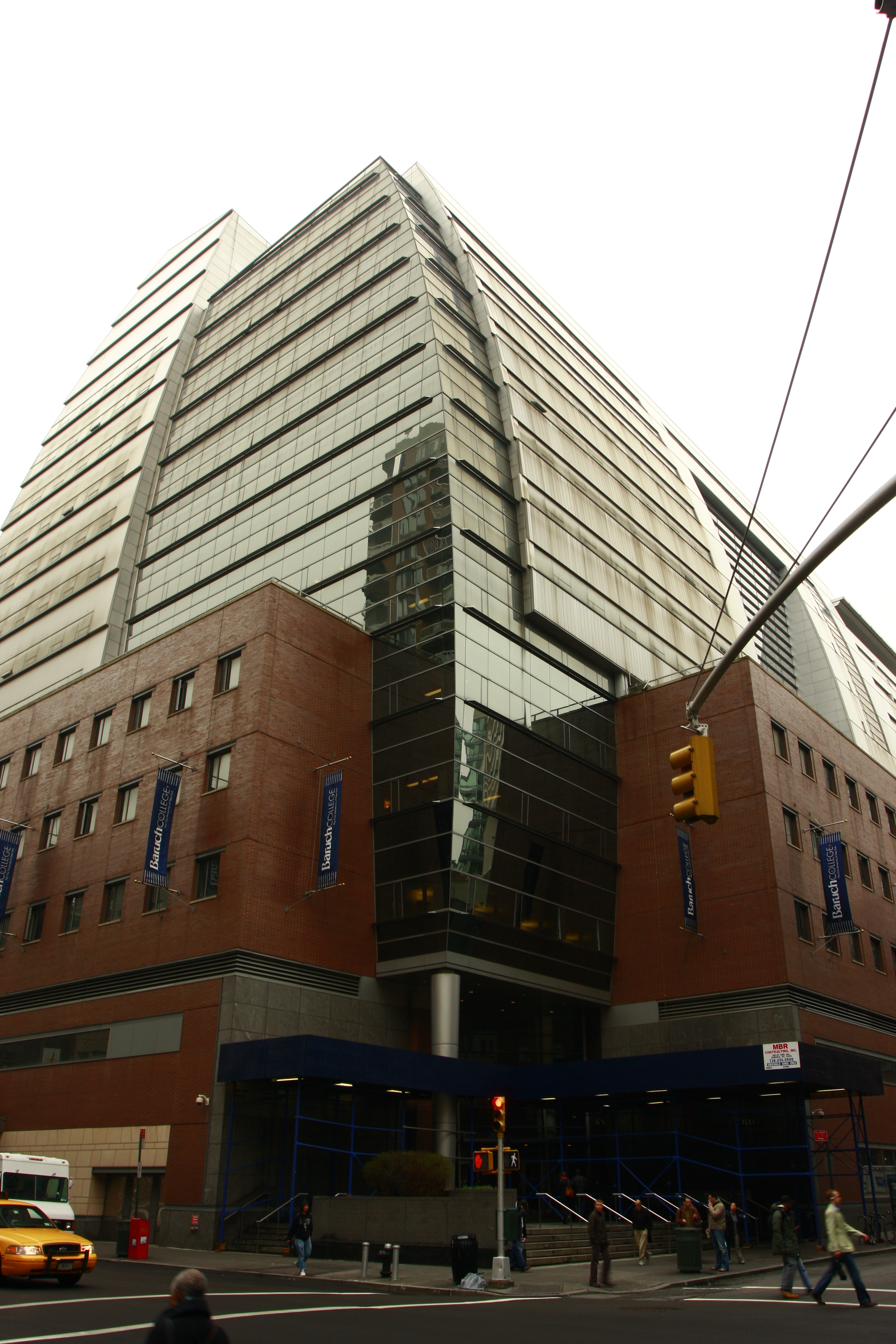
Вертикальный кампус Ньюмена

### Лоуренс-энд-Ирис-Филд-билдинг
Лоуренс-энд-Ирис-Филд-билдинг (англ. Lawrence and Eris Field Building), также известный как кампус на 23-й улице (англ. 23rd Street Building), продолжает использоваться колледжем. В 2013 году в здании началась реконструкция, рассчитанная на 10 лет. Здесь расположены Школа общественных отношений и несколько административных офисов.

### Информационно-технологический корпус, Библиотека
Информационно-технологический корпус (англ. Information and Technology Building), открытый в 1994 году, расположен на Восточной 25-й улице, напротив Вертикального кампуса Ньюмена. Здесь находится Библиотека имени Уильяма и Аниты Ньюменов (англ. William and Anita Newman Library), оснащенная Wi-Fi и выделенными зонами для занятий. На шестом этаже находится компьютерная лаборатория на 320 мест, вычислительный и технологический центр колледжа Барух. В здании также расположены офисы регистратора (англ. Registrar), приемных комиссий, финансовой помощи и Международного студенческого центра (англ. International Student Center).

### Вертикальный кампус Ньюмена
После десятилетий аренды помещений для занятий Колледж в 1998 году начал строительство т. н. Вертикального кампуса Ньюмена (англ. Newman Vertical Campus). 17-этажное здание было названо в честь бизнесмена Уильяма Ньюмана и открыло двери 27 августа 2001 года. Строительство обошлось в 327 млн долларов. В настоящее время здесь расположены Школа бизнеса Циклина и Школа искусств и наук им. Вайсмана (Школа связей с общественностью расположена в Филд-билдинг (англ. Field Building). Здесь находятся аудитории, кабинеты преподавателей, дополнительные компьютерные классы, а также Спортивно-оздоровительный комплекс (англ. Athletic and Recreation Complex, ARC), кафетерий и книжный магазин Колледжа. В 2003 году Американский институт архитекторов удостоил Вертикальный кампус высшей наградой за создание отдельно стоящего здания. Восточная 25-я улица между Лексингтон и Третьей авеню была переименована в Bernard Baruch Way. Местонахождение Вертикального кампуса — официальный почтовый адрес Колледжа.

### Расположение кампуса
Колледж расположен между Восточной 22-й и Восточной 25-й улицами Манхэттена, вдоль Лексингтон-авеню. Кампус обслуживается следующим транспортом:
- Нью-Йоркский метрополитен : станции метро «23-я улица» и «28-я улица» на Парк-авеню, обслуживаемые поездами № 6 и <6>.
- Региональные автобусные маршруты MTA : маршруты M1, M2, M3, M9, M15, M15 SBS, M23 SBS, M34A SBS, M101, M102 и M103.

## Академические центры и институты
- Полевые исследования (англ. Baruch College Survey Research)[25]
- Корпоративные коммуникации (англ. CCI — Corporate Communication International)[26]
- Институт демографических исследований Городского университета (англ. CUNY Institute for Demographic Research)[27]
- Центр лидерства в сфере образования (англ. Center for Educational Leadership)[28]
- Центр изучения равенства, плюрализма и политики (англ. Center on Equality, Pluralism and Policy)[29]
- Центр предпринимательства им. Лоуренса Филда (англ. Lawrence N. Field Center for Entrepreneurship)[30]
- Центр еврейских исследований (англ. Jewish Studies Center)[31]
- Институт исследований рынка недвижимости Стивена Л. Ньюмена (англ. Steven L. Newman Real Estate Institute)[32]
- Нью-йоркский центр исследований данных переписи населения (англ. New York Census Research Data Center)[33]
- Центр стратегии и менеджмента некоммерческих организаций (англ. Center for Nonprofit Strategy and Management)[34]
- Центр изучения бизнеса и власти (англ. Center for the Study of Business and Government (CSBG))[35]
- Институт коммуникаций им. Бернарда Л. Шварца (англ. Bernard L. Schwartz Communication Institute) — учебная программа и программа повышения квалификации профессорско-преподавательского состава. Поддерживает новые технологии в образовании и коммуникационные учебные проекты в колледже.[36]
- Центр развития карьеры (англ. Starr Career Development Center), названный в честь фонда Старр (англ. Starr Foundation), предоставляет карьерные услуги всем студентам и выпускникам Колледжа Баруха со степенью бакалавра.[37]
- Центр финансовых услуг имени Суботника (англ. Subotnick Financial Services Center), открытый в 2000 году, позволяет получить практический опыт торговли ценными бумагами. Его центральным элементом является имитационная торговая площадка.[38]
- Центр преподавания и обучения (англ. Center for Teaching and Learning)[39]
- Компьютерный центр для слабовидящих (англ. Computer Center for Visually Impaired People)[40]
- Центр международного бизнеса имени Вайсмана (англ. Weissman Center for International Business)[41]
- Центр корпоративной этики имени Роберта Циклина (англ. Robert Zicklin Center for Corporate Integrity)[42]

## Партнерские связи
- Школа бизнеса Циклина при Барухском колледже:
  - установила партнерские отношения с JP Morgan Chase .[43]
  - поддерживает совместную программу JD / MBA с Бруклинской школой права и Нью-Йоркской школой права.[44]
- Средняя школа на кампусе Барухского колледжа (англ. Baruch College Campus High School) — государственная средняя школа, аффилированная с колледжем.
- Американская аспирантура в Париже (англ. American Graduate School in Paris) присуждает степени магистра наук в областях финансов и маркетинга в сотрудничестве с Барухским колледжем.[45]

## Студенческая жизнь
В настоящее время WBMB Baruch College Radio обеспечивает круглосуточное радиовещание через веб-сайт и на частоте FM 94,3. Студенческая газета The Ticker выходит с 1932 года. С Колледжем связан ряд некоммерческих организаций бизнеса, в том числе ALPFA (Ассоциация латиноамериканских профессионалов в области финансов и бухгалтерского учёта), AIESEC, Toastmasters, Roller Hockey Club, студенческое братство Alpha Kappa Psi, American Humanics, Объединённая ассоциация китайского языка, Христианское братство InterVarsity и др .

## Спорт
Команды Колледжа Баруха участвуют в третьем дивизионе Национальной ассоциации студенческого спорта. Команда Bearcats входит в состав Спортивной конференции городского университета Нью-Йорка (CUNYAC). Среди мужских видов спорта представлены бейсбол, баскетбол, лыжный кросс, футбол, плавание и дайвинг, теннис и волейбол; женские виды спорта включают баскетбол, лыжный кросс, спортивный танец, софтбол, плавание и дайвинг, теннис и волейбол.

## Поступающим
Прием в Колледж Баруха считается очень избирательным. Осенью 2013 года более 19400 студентов подали заявки на поступление, и только 5000 были приняты (27 %). Помимо результатов стандартизированных тестов и GPA, Приемная комиссия принимает во внимание рекомендации преподаватей, эссе и внеклассные мероприятия.

## Рейтинг
Колледж Баруха участвует в нескольких рейтингах.
- В своем ежегодном «Индексе социальной мобильности» за 2015 год CollegeNet оценил колледж Баруха как ведущий в США среди более чем 900 рассматриваемых колледжей и университетов в плане обеспечения социальной мобильности учащихся.[50]
- Washington Monthly присвоил Колледжу первое место на Северо-Востоке США в 2015 году в номинации «Самое стоящее приобретение» (англ. «Best Bang for the Buck»).[51]
- В 2018 году журналы Entrepreneur и Princeton Review дали Колледжу пятое место за качество программы предпринимательства для студентов,[52] и десятое место за уровень аспирантуры.[53]
- В рейтинге Forbes «Колледжей с лучшей ценностью» на 2019 год Барухский колледж занимает девятое место.[54] Журнал также поместил Колледж на 55-е место среди «Лучших школ бизнеса».[55]
- В 2015 году Business Insider признал за колледжем 19-е место в рейтинге 25 бизнес-школ с лучшей ценностью.[56]
- В 2017 году US News & World Report присвоил колледжу 20-е место среди региональных университетов Северо-Востока.[57] Журнал также ведет более детальные рейтинги по дисциплинам, атмосфере учёбы и др.[58][59]
- В рейтинге «Лучшие бизнес-школы» за 2020 год US News & World Report дал Школе бизнеса Циклина 52-е место в общенациональном рейтинге.[60]